# Koniczyna białoróżowa
Koniczyna białoróżowa, koniczyna szwedzka (Trifolium hybridum) – gatunek rośliny z rodziny bobowatych (Fabaceae). Pochodzi z obszarów Azji, Europy i Afryki Północnej. W Polsce jest rośliną uprawną, rośnie również dziko i jest gatunkiem pospolitym.

## Morfologia

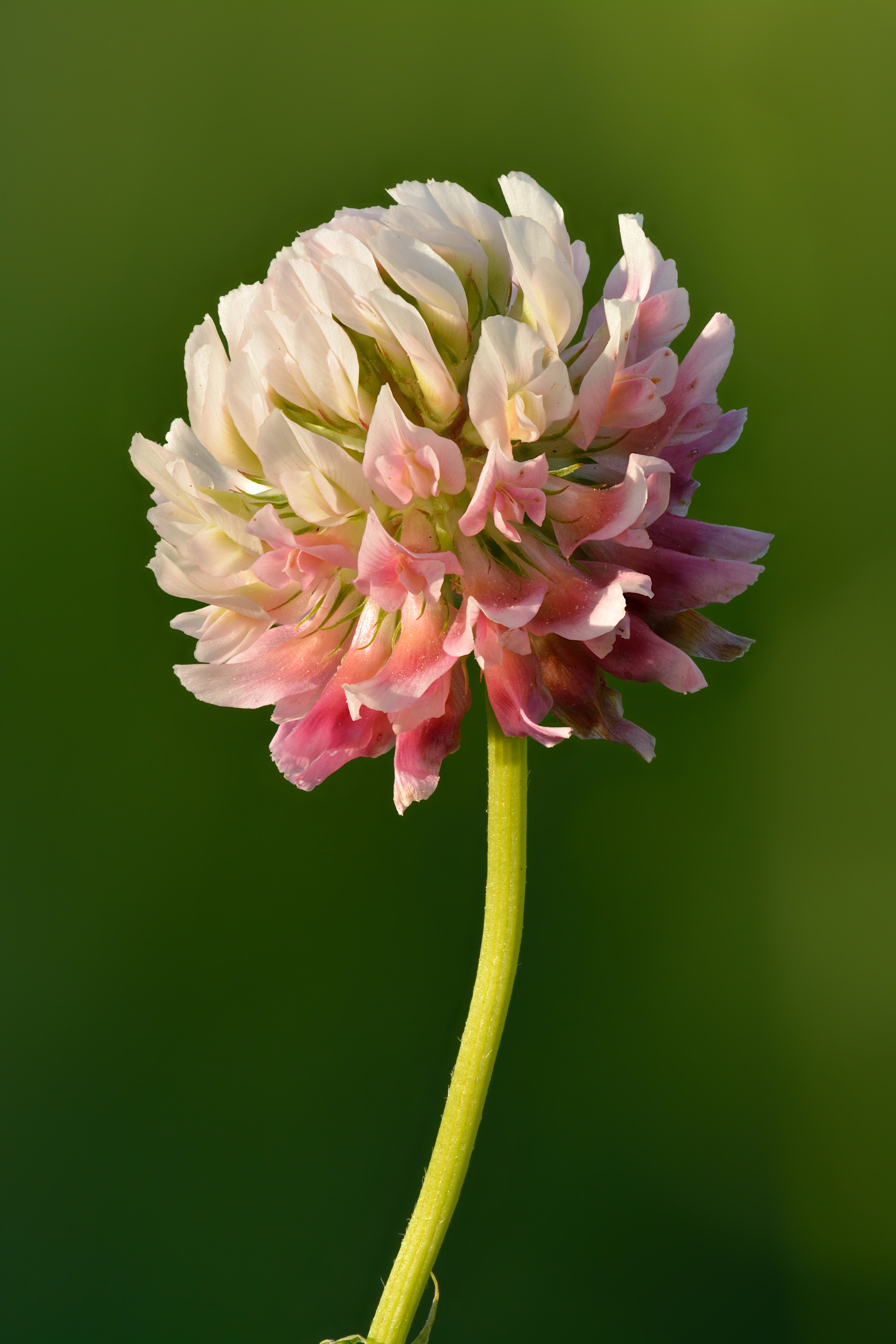
Kwiatostan

PokrójBylina o nielicznych, dołem często przylegających do ziemi, potem łukowato wzniesionych, dętych łodygach, długości 30—60 cm. Łodygi są nagie.
LiściePrzylistki skórzaste, liście przynasadowe na długich ogonkach (do 20 cm). Natomiast liście łodygowe i wierzchołkowe złożone z 3 odwrotnie jajowatych, drobno piłkowanych listków są na ogonkach.
KwiatyMotylkowe zebrane w kulisty kwiatostan (główkę. Mają białą koronę, z czasem różowiejącą (stąd często kwiatostan dwubarwny z różowymi, starszymi kwiatami w dolnej części i białymi w górnej). Szypułki wewnętrznych kwiatów w główce są 2-3 razy dłuższe od rurki kielicha. Żagielek znacznie dłuższy od skrzydełek i łódeczki.
OwocStrąki 1–2-nasienne.

## Biologia i ekologia
Bylina, hemikryptofit. Siedlisko: siedliska ruderalne, łąki, przydroża, pastwiska. W klasyfikacji zbiorowisk roślinnych podgatunek T. hybridum subsp. hybridum jest charakterystyczny dla All. Calthion. Okres kwitnienia zaczyna się w maju, a kończy we wrześniu. Kwiaty zapylane są przez pszczoły i trzmiele.

## Zmienność
W Polsce występują dwa podgatunki:
- T. hybridum subsp. hybridum – gatunek typowy o słabo rozgałęzionej, dętej i wzniesionej łodydze, listkach długości 2–3 cm, białawo-różowej kornie długości 7–12 mm. Rośnie na bardziej wilgotnych miejscach i jest rośliną uprawną.
- T. hybridum subsp. elegans Savi – łodyga w nasadzie jest pełna i leżąca, listki mają długość 1–2 cm, różowa korona osiąga 5–7 mm. Rośnie w bardziej suchych miejscach.

## Zastosowanie

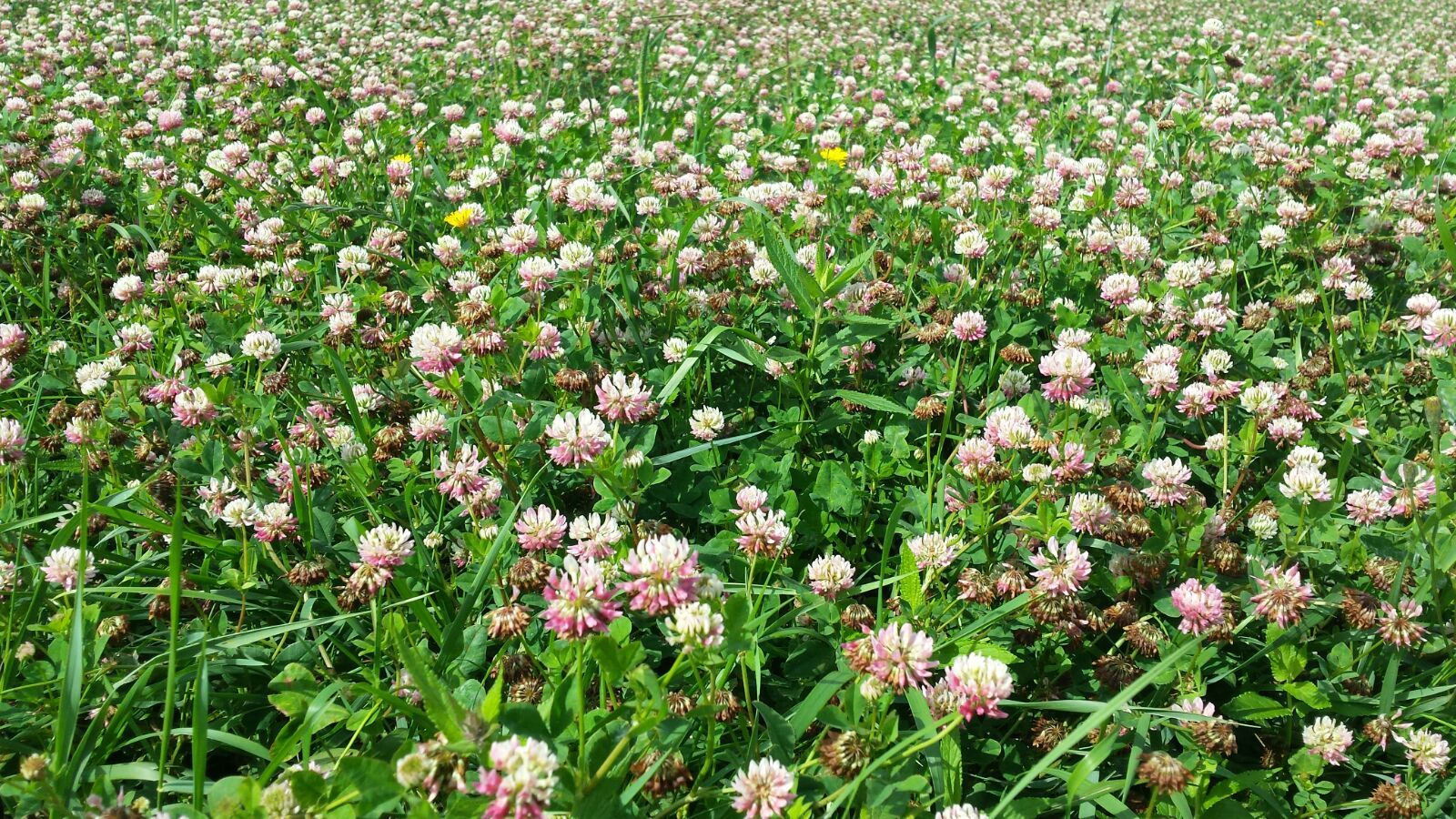
Koniczyna białoróżowa w uprawie

- Roślina uprawna : Jest uprawiana jako pasza dla zwierząt. Znajduje się w rejestrze roślin rolniczych Unii Europejskiej. Dobrze znosi mrozy, udeptywanie i przygryzanie[6].
  - Uprawa: Ma mniejsze wymagania glebowe od koniczyny łąkowej, może rosnąć na glebach wilgotnych i torfowych[6]. Źle natomiast znosi suszę. Nasiona dojrzewają o 10 – 15 dni wcześniej od nasion koniczyny czerwonej. Pędy zawierają 75% wody, 4,1% białka, 0,7% tłuszczu, 5,2% celulozy, 11,6% bezazotowych substancji wyciągowych, 2,4% popiołu; 100 kg zielonej masy zawiera 22,8 jednostki pokarmowej, 3,1 kg białka strawnego, 340 g wapnia, 50 g fosforu i 4000 mg karotenu. Plon siana wynosi 3,5—6 (do 7) t z 1 ha, plon nasion 200—300 kg z 1 ha[potrzebny przypis].
- Roślina lecznicza : W lecznictwie ludowym napar z kwitnącego ziela stosowany jest jako środek przeciwzapalny, przeciwbólowy, zmiękczający i przeczyszczający, a także przy dusznicy bolesnej i bólach mięśniowych. Świeże liście używane są na okłady w tych samych przypadkach co liście koniczyny czerwonej[potrzebny przypis].